# European Physical Society
A European Physical Society (EPS) é uma associação de 38 sociedades de física da Europa, sem fins lucrativos. Fundada em 1968, representa mais de cem mil físicos europeus. Sua sede é em Mulhouse, França.
A maior associação da sociedade é a Deutsche Physikalische Gesellschaft, com mais de 55 mil membros.

## Actividades
As principais atividades da EPS são a organização de conferências e o apoio ao intercâmbio científico. Também publica diversas revistas científicas.
Concede diversos prêmios, dentre outros o Prêmio Hannes Alfvén.

## Tecnologias
No âmbito da promoção de tecnologias a EPS tem um grupo de tecnologia e inovação (EPS-TIG) para trabalhar na fronteira entre a ciência de base e a ciência aplicada que se reúne anualmente. 
Entre os muitos apoias dados devem salientar-se os do MP3 que de início não era mais do que um algoritmo para radio compressão, os LED para substituir as lâmpadas eléctricas, e algumas variantes do laser. As grandes datas do que são hoje o enorme comercio mundial incluem :
- 1928 - Fibra óptica
- 1936 - LCD; Display de cristal líquido
- 1945
  - IRM; Imagem por ressonância magnética
  - Scanners
- 1958 - Laser
- 2004 - Grafeno

Muitas destas tecnologias são diariamente empregues na medicina nuclear como o IRM, o TC, o TEP e as sua associações .

## Presidentes
- 1968 - 1970: G. Bernardini (Itália)
- 1972 - 1976: Hendrik Casimir (Países Baixos)
- 1976 - 1978: I. Ursu (Romênia)
- 1978 - 1980: Antonino Zichichi (Itália)
- 1980 - 1982: A.R. Mackintosh (Dinamarca)
- 1982 - 1984: Jacques Friedel (França)
- 1984 - 1986: G.H. Stafford (Reino Unido)
- 1986 - 1988: W. Buckel (Alemanha)
- 1988 - 1991: R.A. Ricci (Itália)
- 1991 - 1993: M. Jacob (Suíça)
- 1993 - 1995: N. Kroo (Hungria)
- 1995 - 1997: H. Schopper (Suíça)
- 1997 - 1999: Denis Weaire (Irlanda)
- 1999 - 2001: Arnold Wolfendale (Reino Unido)
- 2001 - 2003: M. Ducloy (França)
- 2003 - 2005: M.C.E. Huber (Suíça)
- 2005 - 2007: O. Poulsen (Dinamarca)
- 2007 - 2009: F. Wagner (Alemanha)
- 2009 - 2011: M. Kolwas (Polônia)
- 2011 - Luisa Cifarelli (Itália)
- 2013: John M. Dudley (França)

REF 